# 太田雄贵

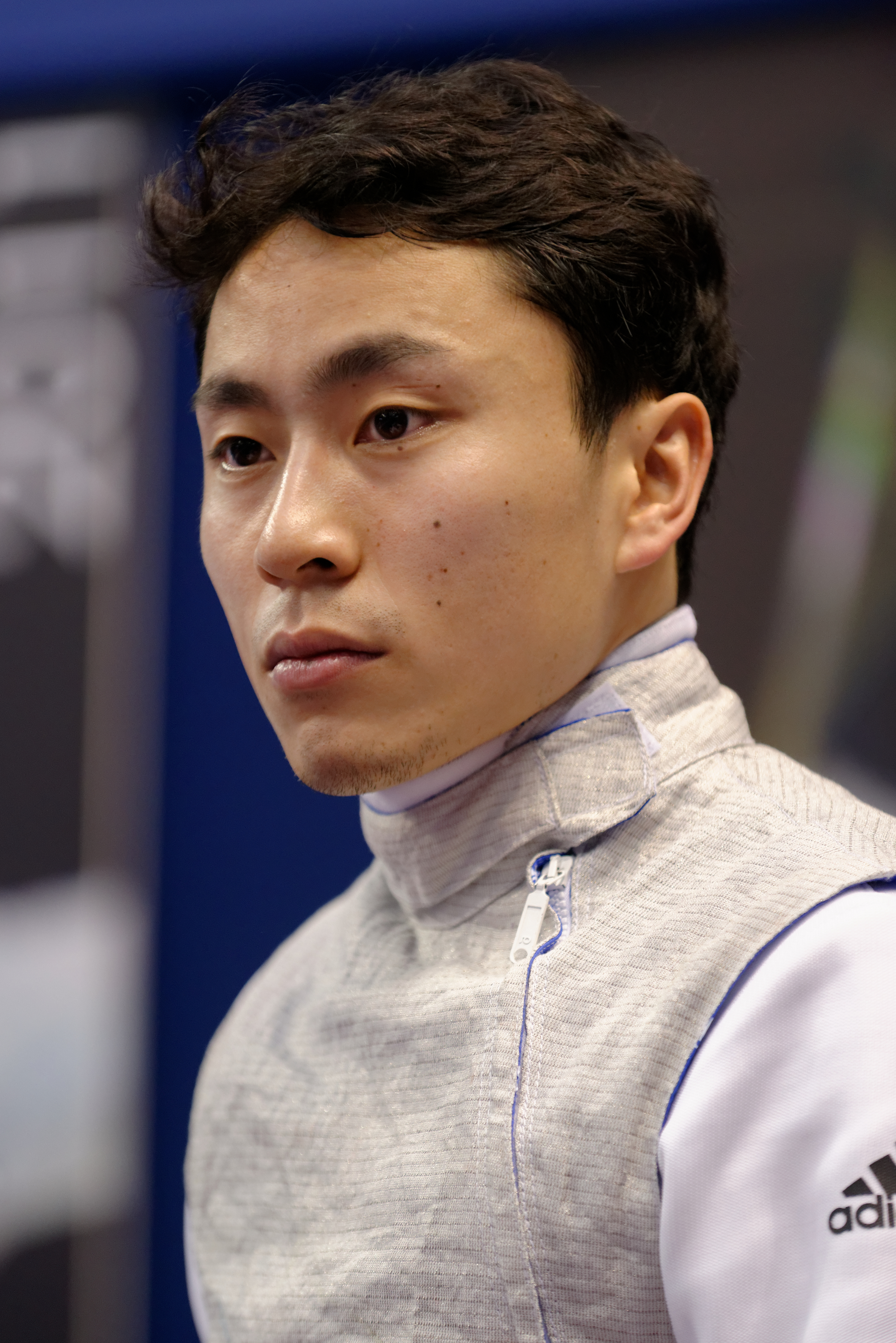
太田雄贵（2014年）

太田雄贵（日语：／ Ōta Yūki，1985年11月25日—），日本男子击剑运动员，國際奧林匹克委員會委員。2008年北京奧運銀牌得主，2012年倫敦奧運團體銀牌得主，和2015年世界錦標賽花劍金牌得主。妻子是TBS電視台播音員笹川友里。

## 外部連結
- 太田雄貴的Instagram帳戶
- 太田雄貴的X（前Twitter）